# Baschkirovitrema incrassatum
Baschkirovitrema incrassatum är en plattmaskart. Baschkirovitrema incrassatum ingår i släktet Baschkirovitrema och familjen Echinostomatidae. Inga underarter finns listade i Catalogue of Life.